# Arndt Kohn
Arndt Kohn (* 3. September 1980 in Stolberg) ist ein deutscher Politiker (SPD) und war von 2017 bis 2019 Mitglied des Europäischen Parlaments.
Nach dem Abitur am Goethe-Gymnasium in Stolberg und dem Wehrdienst machte Kohn 2001 bis 2003 eine Ausbildung zum Bankkaufmann und arbeitete anschließend bis 2005 in diesem Beruf. 2005 bis 2008 besuchte er die Fachhochschule für Finanzen NRW und arbeitete anschließend im Finanzamt Aachen-Kreis.
Kohn trat 2003 der SPD bei. 2011 wurde er erstmals in den Stadtrat von Stolberg gewählt. 2014 kandidierte er als Ersatzbewerber für Martin Schulz für das Europaparlament. Nachdem dieser im Februar 2017 auf sein Mandat verzichtete, um SPD-Vorsitzender und Kanzlerkandidat zu werden, rückte Kohn in das Europäische Parlament nach. Er war Mitglied im Ausschuss für Haushaltskontrolle und stellvertretendes Mitglied im Ausschuss für Binnenmarkt und Verbraucherschutz, im Ausschuss für regionale Entwicklung und im Sonderausschuss gegen Finanzkriminalität, Steuervermeidung und Steuerhinterziehung. Außerdem war er Mitglied der Delegation für den Parlamentarischen Stabilitäts- und Assoziationsausschuss EU-Albanien. Kohn ist zudem Mitglied der überparteilichen Europa-Union Deutschland. Bei der Europawahl 2019 konnte er sein Mandat nicht verteidigen. Seit der Kommunalwahl 2020 ist er Vorsitzender des Ausschusses für Soziales und Generationengerechtigkeit der Kupferstadt Stolberg.
Kohn ist verheiratet und hat zwei Kinder.